# マーヴィン・アンドリューズ
マーヴィン・アンドリューズ（Marvin Andrews、1975年12月22日 - ）は、トリニダード・トバゴの元サッカー選手。元トリニダード・トバゴ代表。ポジションはディフェンダー。

## 来歴
1996年にトリニダード・トバゴ代表デビュー。CONCACAFゴールドカップに4大会に出場、2000年にはベスト4となった。トリニダード・トバゴ史上初の出場となった2006 FIFAワールドカップのメンバーにも選ばれた。トリニダード・トバゴ代表で14年プレーし、通算104試合に出場、10得点をあげた。

## 代表歴

### 出場大会
- トリニダード・トバゴ代表
  - 2006 FIFAワールドカップ

### 試合数
- 国際Aマッチ 104試合 10得点（1996年-2009年）[1]

| トリニダード・トバゴ代表 | 国際Aマッチ | 国際Aマッチ |
| 年                       | 出場        | 得点        |
| ------------------------ | ----------- | ----------- |
| 1996                     | 4           | 0           |
| 1997                     | 7           | 2           |
| 1998                     | 9           | 0           |
| 1999                     | 9           | 1           |
| 2000                     | 18          | 3           |
| 2001                     | 18          | 2           |
| 2002                     | 2           | 0           |
| 2003                     | 4           | 0           |
| 2004                     | 12          | 1           |
| 2005                     | 15          | 1           |
| 2006                     | 3           | 0           |
| 2007                     | 0           | 0           |
| 2008                     | 0           | 0           |
| 2009                     | 3           | 0           |
| 通算                     | 104         | 10          |